# Dark Knight
「Dark Knight」（ダークナイト）は、日本の5人組ダンス&ボーカルグループ・ONE N' ONLYの楽曲。同グループ2作目のシングルとして2019年5月8日にSDRからリリースされた。

## 背景
「Dark Knight」はデビュー翌年の2019年2月にリリース決定が発表され、同年5月8日にシングルとして発売される運びとなった。タイトル曲「Dark Knight」は制作段階からライブで披露されており、2018年10月の東名阪Zeppツアーですでに初披露されている。ライブでは観客のSWAG（スワッグ、ファンの呼称）を大いに沸かせていた攻撃的な楽曲で、当時から人気を博していた。シングル発売に先駆けて2019年1月29日に表題曲のミュージックビデオがYouTubeで公開されると、わずか半日で100万回再生を突破し大きな話題となった。またこの楽曲は日本テレビ系音楽番組『バズリズム02』の2019年5月度オープニングテーマにも起用されており、テレビタイアップによる露出や各地でのフリーライブイベントを通じて発売前から注目度を高めていった。

## 制作
「Dark Knight」は、楽曲プロデュースを手がけるJUNEによって作詞・作曲・編曲のすべてが行われた。JUNEは前作「I'M SWAG」も手掛けたソングライターであり、本作でもサウンドプロデュースを担当している。従来より大人びた楽曲が多かったEBiSSH時代に対し、ONE N’ ONLYでは「Dark Knight」のような攻撃的なダンスナンバーでグループの唯一無二なカラーを打ち出すことを目指したとされる。振付面では楽曲タイトルにちなみコウモリをイメージした「バットダンス」と呼ばれる激しいダンスがサビで取り入れられており、ダンスの先生を含む制作陣とメンバーが一体となって情熱的なパフォーマンスを作り上げている。ラップ＆ダンスを担当するHAYATOとKENSHINの2人は本作で本格的にフィーチャーされ、力強いラップパートで楽曲の攻撃性を演出した。振付・演出面でもメンバーは黒を基調とした衣装に身を包み、ダイナミックなフォーメーションダンスや劇的な表現を取り入れることで、楽曲名が示す「闇の騎士」の世界観を表現している。

## 構成
表題曲「Dark Knight」は、ヒップホップとエレクトロ要素を取り入れたハードなダンス・チューンである。その攻撃的で重厚なサウンドはK-POPを彷彿とさせるスタイルとも評され、ONE N’ ONLYの楽曲の中でも特にアグレッシブなカラーを打ち出した1曲となっている。楽曲構成はラップとボーカルのコントラストが特徴で、HAYATOとKENSHINの激しいラップパートに続いてTETTA、REI、EIKUの歌うキャッチーなサビメロディが展開し、その切り替えによって独特の緩急とグルーヴ感を生み出している。特に2人のラッパーによる畳みかけるようなバース（Aメロ・Bメロ）から、柔らかな高音ボーカルへと移る構成はグループの表現力の進化を示すものとなった。歌詞のテーマはタイトルが示す「暗夜の騎士（ダークナイト）」になぞらえた自己表現とヒーロー性のメッセージが込められており、唯一無二の存在であることを掲げるONE N’ ONLYのコンセプトとリンクしている（作詞のJUNEによれば、歌詞には闇の中でも輝く強さと仲間との絆が描かれているという）。楽曲全体の長さは約3分43秒で、テンポの速いビートに乗せてラップと歌唱が交錯し、ラストに向けて盛り上がる構成となっている。

## リリース
2ndシングル「Dark Knight」Type-A盤ジャケット。本作は2019年5月8日にCDシングル3形態（Type-A・B・C）で発売された。各盤でジャケット写真とカップリング曲が異なり、Type-Aには「POP! POP!」、Type-Bには「Black Hole」、Type-Cには「Bla Bla Bla」と、それぞれ表題曲以外に1曲ずつの新曲が収録された。CD価格はいずれも税抜926円に設定され、初回生産分には特典としてメンバー個別または集合写真のトレーディングカードがランダムで1枚封入された（全8種）。同日より各種音楽配信サイトでのデジタル配信も開始され、SpotifyやApple Musicなどストリーミングサービスでも楽曲が提供された。発売を記念したリリースイベントとして、2019年2月下旬から5月中旬にかけて全国のショッピングモールなどを巡るフリーライブツアーが開催され、リリース当日の東京・ダイバーシティ東京プラザでのイベントまで計十数公演を実施している。これらのイベントではミニライブと特典会（ハイタッチ会や撮影会）が行われ、多くのSWAGと直接交流しながらプロモーションが展開された。

## ミュージック・ビデオ
「Dark Knight」のミュージックビデオは、楽曲発売に先立ち2019年1月29日にYouTubeで公開された。映像の内容はメンバー7人によるパフォーマンスを中心としたもので、暗闇を背景に力強いダンスと演技が織り交ぜられている。特にサビ部分で披露される「バットダンス」は、本作の象徴的な振付としてMVでも大きくフィーチャーされている。メンバーは黒や赤を基調とした衣装に身を包み、ステージセットのような空間でシンクロしたダンスパフォーマンスを展開する。カメラワークは高速のカット割りとダイナミックな移動撮影を駆使しており、楽曲の持つエネルギッシュな雰囲気を映像面でも強調している。公開直後からその迫力ある映像が国内外で反響を呼び、公開から半日で100万再生、2日で200万再生を突破する驚異的なスピードで視聴回数を伸ばした。監督名は公表されていないものの、映像演出にはスターダストプロモーション内のクリエイティブチームが関与しており、振付師と連携して楽曲の世界観を視覚的に表現したとされる。MVの終盤ではメンバーが円陣を組んでポーズを決める場面や、タイトル「Dark Knight」のロゴが映し出される演出が盛り込まれ、楽曲の持つドラマ性を強調する締め括りとなっている。

## 収録曲
| #         | タイトル        | 作詞・作曲・編曲 | 時間 |
| --------- | --------------- | ---------------- | ---- |
| 1.        | 「Dark Knight」 | JUNE             | 3:46 |
| 2.        | 「POP! POP」    | JUNE             | 3:56 |
| 合計時間: | 合計時間:       | 合計時間:        | 7:42 |

| #         | タイトル        | 作詞・作曲・編曲 | 時間 |
| --------- | --------------- | ---------------- | ---- |
| 1.        | 「Dark Knight」 | JUNE             | 3:46 |
| 2.        | 「Black Hole」  | JUNE             | 4:06 |
| 合計時間: | 合計時間:       | 合計時間:        | 7:52 |

| #         | タイトル        | 作詞      | 作曲      | 編曲      | 時間 |
| --------- | --------------- | --------- | --------- | --------- | ---- |
| 1.        | 「Dark Knight」 | JUNE      | JUNE      | JUNE      | 3:46 |
| 2.        | 「Bla Bla Bla」 | JUNE      | K, JUNE   | JUNE      | 4:33 |
| 合計時間: | 合計時間:       | 合計時間: | 合計時間: | 合計時間: | 8:19 |

## 批評とチャート成績
発売当時、「Dark Knight」はグループにとって飛躍の一曲となった。オリコンチャートでは2019年5月20日付の週間ランキングで初登場1位（初週売上約4.7万枚）を記録し、それまで最高位6位だった自身の記録を大きく更新した。またBillboard JAPANでは、シングル・セールス約7.9万枚によりJAPAN Hot 100総合首位も獲得し、オリコンとビルボードの両チャートで1位となる二冠を達成している。音楽ライターからは「ONE N’ ONLYの攻めの姿勢を決定づけた代表曲」として評価され、HAYATOとKENSHINの激しいラップとTETTAの伸びやかなボーカルの対比が「グループの新たな表現力を示した」と好意的に評された。実際、本作のヒットによりグループの知名度は向上し、同年10月発売の次作「Category / My Love」でも連続してオリコン週間1位を獲得するなど勢いを加速させている。一方で当初は物珍しさもあった「バットダンス」を含む派手な演出については、「ストレートにかっこいいだけで終わらない独自の世界観を作り上げている」として肯定的に受け止められた。
その後の再評価・動向として、「Dark Knight」はONE N’ ONLYのライブに欠かせない定番曲となり、ファンからの人気も根強い。2020年以降グループがTikTokで国際的な注目を集めると、この曲のMVにも海外からのアクセスが増加し続けた。実際、公開当初からアジアや南米を中心に海外視聴者が多い傾向があり、2022年7月時点で「Dark Knight」MVの再生回数は3,000万回を突破している。これはデビュー曲「I'M SWAG」の約20倍に相当する数字であり、グループの代表的な映像作品の一つとなっている。また2022年にはONE N’ ONLYがブラジルのイベント出演やラテンアメリカツアーを実現するなど海外展開を広げたことから、現地の新規ファンが過去の楽曲である「Dark Knight」に触れる機会も増え、YouTube上のコメント欄には各国の言語で楽曲を称賛する声が寄せられている。こうした継続的な再生数の伸びや評価の高まりにより、「Dark Knight」はグループのキャリアにおいてブレイクの契機となった楽曲として位置付けられている。特に、日本国内ではONE N’ ONLYを語る上で欠かせない代表曲の一つとみなされており、音楽メディアの企画する「ONE N’ ONLY入門」のプレイリストなどにも本作が選出されている。